# Губайдуллин, Мансур Садыкович
Мансур Садыкович Губайдуллин (29 ноября 1920, Раевский, Уфимская губерния — 10 декабря 2008, Уфа) — экономист, почётный академик Академии наук Республики Башкортостан (1996), профессор (1973), доктор экономических наук (1978), заслуженный деятель науки Башкирской АССР (1976).

## Биография
Губайдуллин Мансур Садыкович родился 29 ноября 1920 года в селе Альшеево Белебеевского уезда Уфимской губернии (ныне с. Раевский Альшеевского района Республики Башкортостан).
Участник Великой Отечественной войны. В 1953 году окончил Башкирский сельскохозяйственный институт.
С 1953 года он работал в Отделе экономических исследований БФАН СССР (с 1987 г. БНЦ УрО АН СССР): старший научный сотрудник, заведующий сектором; с 1990 — в Башкирском научно-исследовательском и проектно-технологическом институте животноводства и кормопроизводства: главный научный сотрудник; с 1995 года в Уфимском государственном авиационном университете: профессор кафедры, в 1995—1998 — заведующий лабораторией.

## Научная деятельность
Основные направления исследований:
- экономика сельского хозяйства,
- проблемы развития и повышения эффективности регионального АПК.

Разрабатывал научно-методологические основы развития и эффективного функционирования регионального АПК. Им разработаны методологические основы повышения эффективности сельского хозяйства, специализации животноводства, развития межхозяйственного кооперирования и интеграции, решения проблем развития фермерских хозяйств.
Почетный академик АН РБ (1995), состоял в Отделении сельскохозяйственных наук АН РБ. Доктор экономических наук (1978), заслуженный деятель науки БАССР (1976).
Подготовил 5 докторов и более 20 кандидатов наук.
Автор более 200 научных работ, в том числе 25 книг и монографий.

### Избранные труды
- Экономические проблемы развития животноводства в условиях научно-технического прогресса. М.: Наука, 1978.
- Формирование крестьянских (фермерских) хозяйств в Башкирии. Уфа, 1992.
- Оборотные средства сельскохозяйственных и агропромышленных предприятий. Уфа, 2005.

## Награды
Заслуженный деятель науки Башкирской АССР (1976).